# 아메리카멧밭쥐속
아메리카멧밭쥐속 (Reithrodontomys)은 쥐상과 비단털쥐과에 속하는 설치류 속의 하나이다. 22종으로 이루어져 있다.

## 하위 종
| - 게레로멧밭쥐 (R. bakeri) - 짧은코멧밭쥐 (R. brevirostris) - 소노라멧밭쥐 (R. burti) - 화산멧밭쥐 (R. chrysopsis) - 치리키멧밭쥐 (R. creper) - 다리엔멧밭쥐 (R. darienensis) - 황갈색멧밭쥐 (R. fulvescens) - 날씬멧밭쥐 (R. gracilis) | - 털북숭이멧밭쥐 (R. hirsutus) - 동부멧밭쥐 (R. humulis) - 서부멧밭쥐 (R. megalotis) - 멕시코멧밭쥐 (R. mexicanus) - 작은이빨멧밭쥐 (R. microdon) - 평원멧밭쥐 (R. montanus) - 무세르멧밭쥐 (R. musseri) - 니카라과멧밭쥐 (R. paradoxus) | - 아메리카멧밭쥐 (R. raviventris) - 로드리게스멧밭쥐 (R. rodriguezi) - 코수멜멧밭쥐 (R. spectabilis) - 수미크라스트멧밭쥐 (R. sumichrasti) - 좁은코멧밭쥐 (R. tenuirostris) - 사카테카스멧밭쥐 (R. zacatecae) |